# Archieparquía de Tiro de los maronitas
La archieparquía de Tiro de los maronitas (en latín: Archieparchia Tyrensis Maronitarum y en árabe: أبرشية صور الكاثوليكية المارونية‎) es una circunscripción eclesiástica de la Iglesia católica en Líbano. Se trata de una archieparquía maronita inmediatamente sujeta al patriarcado de Antioquía de los maronitas. Desde el 1 de noviembre de 2020 su archieparca es Charbel Abdallah.

## Territorio y organización
La archieparquía extiende su jurisdicción sobre los fieles de rito antioqueno maronita residentes en el distrito de Tiro de la gobernación de Líbano Sur; los distritos de Hasbaya, Nabatiye y Marjayoun de la gobernación de Nabatiye y la parte sur del distrito de Chouf de la gobernación del Monte Líbano. 
La sede de la archieparquía se encuentra en la ciudad de Tiro, en donde se halla la Catedral de Nuestra Señora de los Mares.
En 2020 en la archieparquía existían 22 parroquias.

## Historia
La presencia de obispos maronitas en Tiro, junto con Sidón, se remonta a los albores de la Iglesia maronita en el siglo XVI. La Iglesia maronita no estaba dividida en diócesis hasta que el 30 de septiembre de 1736 en el Sínodo del Monte Líbano en el monasterio de Nuestra Señora en Louaizeh se decidió —siguiendo las decisiones del Concilio de Trento (1545-1563)— la erección canónica de 8 diócesis con límites definidos, cada una con un obispo residente y con autoridad ordinaria. Una de esas diócesis fue la eparquía de Tiro y Sidón, cuya jurisdicción inicial fue fijada como:

VIII. Tyri, et Sidonis; hujus jurisdictio complectitur Sidonem, Tyrum, earumque Villas, necnon Suph-Bacaam, Vallem Tainae, et adjacentes Terras a Fluvio Tamyri, usque ad Sanctam Civitatem Hierusalem.

La bula Apostolica praedecessorum del 14 de febrero de 1742 del papa Benedicto XIV, confirmó le decisión sinodal de subdividir el patriarcado en diócesis, su número y su extensión territorial. Sin embargo, el sínodo acordó que las diócesis no serían asignadas hasta que el número de obispos se redujera hasta 8, lo cual se puso en práctica durante el patriarcado de Youssef VIII Hobaish (1823-1845). La eparquía de Tiro tenía al patriarca como su presidente y se extendía desde el distrito de Chouf en Líbano hasta Haifa en la actual Israel. Fue la eparquía patriarcal desde 1819 hasta 1837. Desde ese año se aplicó las decisiones del sínodo de 1736 y tuvo un obispo propio recibiendo el nombre de Tiro y Sidón y dejando de ser la eparquía patriarcal. En 1866 el obispo Boutros Boustany emitió un decreto que estableció los primeros límites de la eparquía de Tiro y Sidón. El 5 de mayo de 1895 la ciudad de Jerusalén (que era el límite de la eparquía según el sínodo de 1736) fue separada de la eparquía y convertida en vicariato patriarcal de Tierra Santa. 
El 10 de febrero de 1900 Paul Basbous fue designado obispo de Sidón y Checrallah Khouri, C.M.L. obispo de Tiro. En 1906 su territorio fue limitado hasta la frontera libanesa por el papa Pío X, pero a continuación —el 26 de enero de 1906— mediante la bula Supremi apostolatus separó la eparquía de Sidón y extendió el territorio de Tiro a la Palestina otomana (los mutasarrifatos de Jerusalén, Nablus y Acre, que incluían Jerusalén, Nazaret, Haifa, Acre y Belén). Sin embargo, el vicariato patriarcal de Tierra Santa continuó existiendo. Incluía en el sur del Líbano: Al-Kharj, Aalma ech Chaab, Qaouzah, Ain Ebel, Rmaich, Debel, Al-Adawiya, Al-Hajja y sus dependencias (Muselih y Najjariyya), Kafru, Kfour, Nabatiyeh, Hamra, Al-Ishaia y sus dependencias, Jarmak y Qatrani. 

Confinia noviter sic constitutae Tyrensis Maronitarum dioeceseos ita reguntur: ad occasum habeat mare internum sive Mediterraneum; ad aquilonem flumen vulgo dictum Al-Zahrani, quod in mare internum influe prope Sydonem urbe, ita ut in Dioecesi Tyrensi includantur districtus et loca nuncupata Gebel-el-Rihan, Nabatié et Bilad-el-Scehif; ad orientem Iordunum flumen a lacu Huly usque ad mare Mortuum; ad meridiem Palaestinae fines qui eam ab Arabia separant.

El 31 de enero de 1906 Pío X emitió otra bula designando a Checrallah Khouri como obispo de Tiro.
En 1965 la eparquía de Tiro fue elevada al rango de archieparquía y tomó el nombre de Tiro y Tierra Santa.
El 8 de junio de 1996 cedió una parte de su territorio para la erección de la archieparquía de Haifa y Tierra Santa.

## Estadísticas
Según el Anuario Pontificio 2021 la archieparquía tenía a fines de 2020 un total de 42 755 fieles bautizados.
| Año                                                                             | Población            | Población | Población      | Sacerdotes | Sacerdotes    | Sacerdotes    | Bautizados por sacerdote | Diáconos permanentes | Religiosos | Religiosos | Parroquias |
| Año                                                                             | Bautizados católicos | Total     | % de católicos | Total      | Clero secular | Clero regular | Bautizados por sacerdote | Diáconos permanentes | Varones    | Mujeres    | Parroquias |
| ------------------------------------------------------------------------------- | -------------------- | --------- | -------------- | ---------- | ------------- | ------------- | ------------------------ | -------------------- | ---------- | ---------- | ---------- |
| 1950                                                                            | 11 361               | ?         | ?              | 25         | 18            | 7             | 454                      |                      | 4          |            | 20         |
| 1970                                                                            | 66 000               | 2 796 714 | 2.4            | 34         | 12            | 22            | 1941                     |                      | 22         | 26         | 17         |
| 1980                                                                            | 21 500               | ?         | ?              | 16         | 8             | 8             | 1343                     |                      | 8          | 20         | 26         |
| 1990                                                                            | 22 000               | ?         | ?              | 21         | 14            | 7             | 1047                     |                      | 14         | 29         | 21         |
| 1999                                                                            | 44 000               | ?         | ?              | 28         | 16            | 12            | 1571                     |                      | 19         | 42         | 21         |
| 2000                                                                            | 43 000               | ?         | ?              | 26         | 16            | 10            | 1653                     |                      | 15         | 44         | 22         |
| 2001                                                                            | 41 000               | ?         | ?              | 25         | 16            | 9             | 1640                     |                      | 15         | 44         | 22         |
| 2002                                                                            | 41 000               | ?         | ?              | 25         | 17            | 8             | 1640                     |                      | 14         | 35         | 22         |
| 2003                                                                            | 41 500               | ?         | ?              | 22         | 14            | 8             | 1886                     |                      | 14         | 29         | 21         |
| 2004                                                                            | 42 000               | ?         | ?              | 22         | 14            | 8             | 1909                     |                      | 9          | 39         | 21         |
| 2009                                                                            | 42 500               | ?         | ?              | 28         | 18            | 10            | 1517                     |                      | 10         | 46         | 22         |
| 2010                                                                            | 42 500               | ?         | ?              | 29         | 18            | 11            | 1465                     |                      | 11         | 46         | 22         |
| 2014                                                                            | 42 500               | ?         | ?              | 37         | 22            | 15            | 1148                     |                      | 17         | 34         | 22         |
| 2017                                                                            | 42 500               | ?         | ?              | 34         | 21            | 13            | 1250                     |                      | 14         | 34         | 22         |
| 2020                                                                            | 42 755               | ?         | ?              | 34         | 22            | 12            | 1257                     | 2                    | 22         | 34         | 22         |
| Fuente: Catholic-Hierarchy, que a su vez toma los datos del Anuario Pontificio. |                      |           |                |            |               |               |                          |                      |            |            |            |

## Episcopologio
- Ignacio † (antes de 1736-después de 1746[9])
- Mikhail Fadel † (1762-1786 confirmado archieparca de Beirut)
- ...
  - Simone Zevain † (mencionado el 25 de mayo de 1823) (vicario patriarcal con el título de Tiro)[10]
  - Abdallah Bostani (Elbostari) † (15 de agosto de 1819-1837 o 1838) (vicario patriarcal con el título de Sidón)
- Abdallah Bostani (Elbostari) † (1837 o 1838-1866 falleció)
- Pierre Bostani † (5 de octubre de 1866-2 de noviembre de 1899 falleció)
- Paul Basbous † (25 de septiembre de 1900-26 de enero de 1906 nombrado eparca de Sidón)
- Checrallah Khouri, C.M.L. † (31 de enero de 1906-11 de febrero de 1934 falleció)
- Boulos Meouchi † (19 de abril de 1934-25 de mayo de 1955 elegido patriarca de Antioquía)
- Michael Doumith † (21 de abril de 1956-11 de diciembre de 1959 nombrado eparca de Sarba)
- Joseph Khoury † (11 de diciembre de 1959-5 de febrero de 1992 falleció)
- Maroun Khoury Sader † (1 de junio de 1992-25 de septiembre de 2003 retirado)
- Chucrallah-Nabil El-Hage (25 de septiembre de 2003-1 de noviembre de 2020 retirado)
- Charbel Abdallah, desde el 1 de noviembre de 2020